# 罗元俊
罗元俊（1921年5月—2004年5月1日），男，四川成都人，中国社会活动家，曾任四川省工商业联合会会长，四川省政协副主席。

## 家庭
父亲罗仲麒。